# Oosteinde (Aalsmeer)
Oosteinde is een buurtschap in de gemeente Aalsmeer, in de Nederlandse provincie Noord-Holland.
De buurtschap is ten oosten van het dorp Aalsmeer ontstaan aan de Oosteinderweg naar Bovenkerk. Het oudste gedeelte vormt een lintbebouwing -met het daaraan gelegen bovenland- tussen de noordelijk gelegen Haarlemmermeer en de zuidelijk gelegen voormalige Oosteinderpoel. Dit gedeelte kent een oude historie. Na de drooglegging van de polder in 1868, de Oosteinderpoelpolder, kreeg de buurt een veel landelijker karakter, gelegen tussen de Legmeerdijk en het ten noorden gelegen gedeelte van de Ringvaart rond de Haarlemmermeerpolder. Daar tussen waren meteen de Aalsmeerderweg, de Hornweg, de Machineweg en de Kerkweg ingericht. De laatste twee wegen werden ook in 1868 op de Oosteinderweg aangesloten. In 1929 werd de Aalsmeerderweg -door middel van een brug over de Molenvliet- op de Stommeerkade aangesloten.
De pontweg is ontstaan langs de vaart van het afvoerkanaal tussen de polder en de Ringvaart.

## Uitbreiding woonwijken
In 1921 werd het Rode dorp in Oosteinde gebouwd, vernoemd naar de rode dakpannen, door de woningbouwvereniging Volksbelang.
In de jaren 50 volgt een tweede uitbreiding, het naar de oude grondeigenaar vernoemde Plan Blom, met straatnamen afgeleid van het Huis van Oranje. In de jaren 60 en de daaropvolgende decennia volgde nog twee kleine Oranjewijken.
Ten slotte kreeg het nieuwste gedeelte, een nieuwbouwwijk sinds 2009-2011, een eigen naam, het Nieuw-Oosteinde.
Dorpen: Aalsmeer · Kudelstaart

Buurtschappen: Calslagen · Oosteinde · Vrouwentroost
Noord-Holland: Steden en dorpen      Nederland: Provincies · Gemeenten